# 張栻

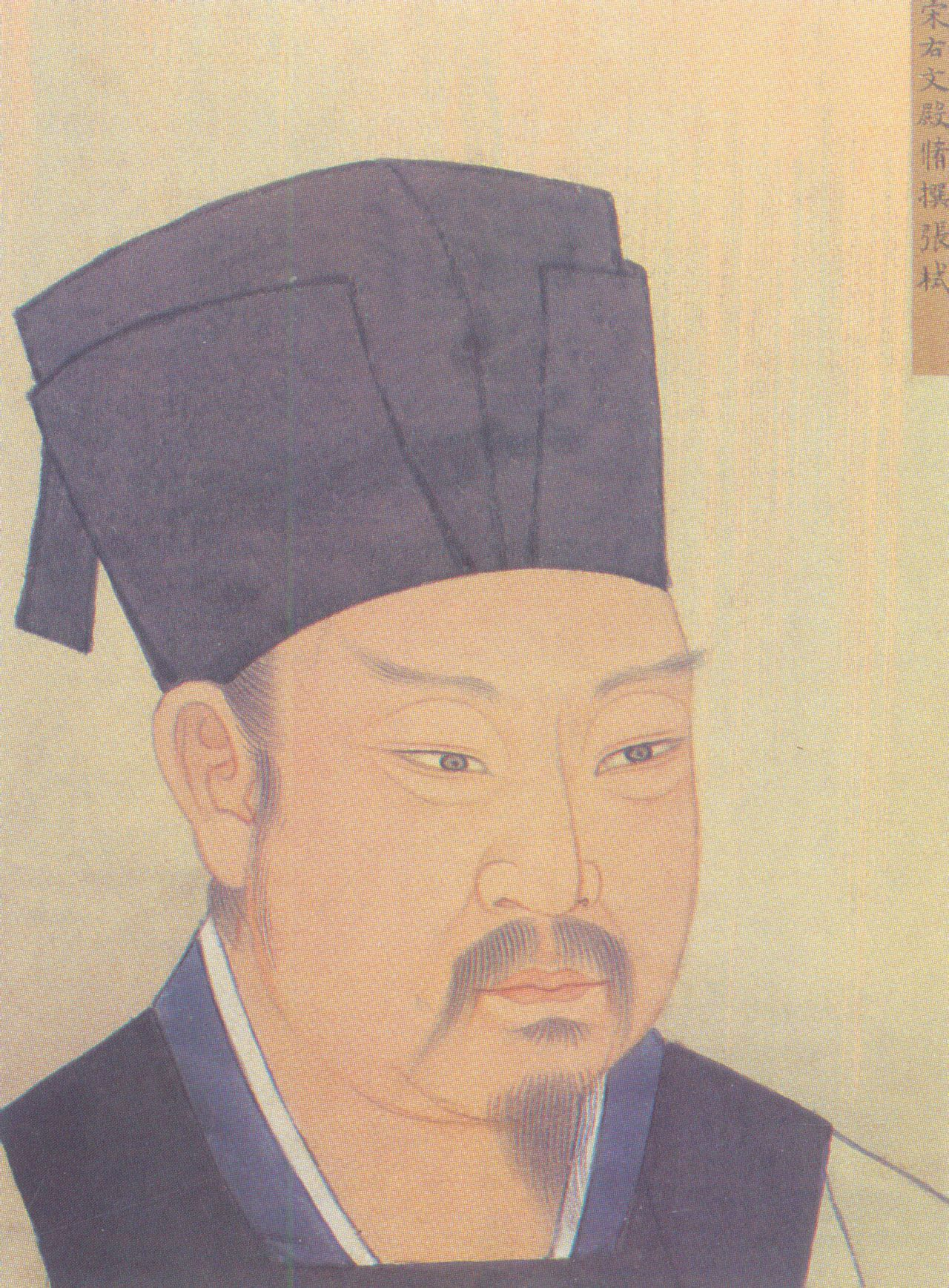
張栻

張 栻（ちょう しょく、紹興3年（1133年）- 淳熙7年2月2日（1180年2月28日））は、中国南宋の儒学者・政治家で朱子学の源流に位置する。字は敬夫、または欽夫、号は楽斎。南軒先生と称せられる。漢州綿竹県の出身。

## 略歴
宰相張浚の子として生まれた。将来の大儒を目指して胡宏（五峰）に学ぶ。初めは直秘閣に任じられ、その後は地方官を歴任し、中央に戻ってからは吏部侍郎から右文殿修撰になった。金に対して主戦論を保持し、たびたび国防・民政に関する上奏を奉じ、宰相虞允文からは疎まれたが孝宗の信任は厚かった。後に王夫之は『宋論』のなかで張栻を「古今まれに見る大賢ではあるが、王安石以来の人材迫害・言論弾圧に懲りて世間を離れることに努め、才能を振るおうとしなかった」と惜しんでいる。

## 学問と著作
張栻の学問は、二程（程顥・程頤）を承け、朱熹との交友で発達した。『論語』『孟子』の解釈で見るべきものがある。著として『南軒集』44巻、『南軒易説』・『伊川粋言』・『癸巳論語解』・『癸巳孟子説』がある。